# Camponotus tejonia
Camponotus tejonia é uma espécie de inseto do gênero Camponotus, pertencente à família Formicidae.